# OpenJPEG

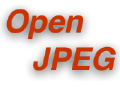
Logo de Open JPEG.

OpenJPEG est une bibliothèque logicielle libre sous licence BSD permettant l'encodage et le décodage des images au format JPEG 2000.
La version 1.0 est sortie le 15 décembre 2005.
La version 1.2 est sortie en juin 2007. OpenJPEG est maintenant capable de coder et décoder des flux JPEG 2000 compatibles avec JPEG Profile-3 (images 2K) et Profile-4 (images 4K). Ces profils correspondent à la norme DCI pour le cinéma numérique. Le support des fichiers TIFF est maintenant complet y compris 8, 12 et 16 bits par composante.
Les fonctionnalités en cours de développement sont, entre autres, le décodage des formats JP2 et MJ2 (Motion JPEG 2000), et un outil d'indexation, utile au protocole JPIP.

## Implémentation de compression sans-perte pour les images 16 bits
À l'inverse de JasPer, OpenJPEG respecte entièrement les spécifications JPEG 2000 et peut compresser / décompresser les images 16 bits sans perte.